# مادیان سبز
مادیان سبز  (به فرانسوی: La Jument verte) رمان نوشته مارسل امه نویسنده فرانسوی در سال ۱۹۳۳ به چاپ رسیده است.

## چکیده رمان
مردی در روستا مادیان سبزی دارد. داستان بیشتر درباره رفتار و منش روستاییان سده نوزدهم در زناشویی، نزدیکی زن ومرد و پندارهای آنان در این باره است. پس از جنگهای جنگ فرانسه و پروس در ۱۸۷۰ درگیری دو خانواده آردون و مالوره و نامه گمشده‌ای که راز این درگیری را در بر داشته، هسته این داستان را می‌سازد.